# 庄原農業協同組合
庄原農業協同組合（しょうばらのうぎょうきょうどうくみあい、通称JA庄原）は、広島県庄原市に本店を置いていた農業協同組合である。

## 概要
- 代表理事組合長：藤原 信孝
- 本店所在地：広島県庄原市西本町二丁目14番1号
- 組合員数：正組合員11,271人、准組合員4,808人
- 職員数：正職員155人、非常勤職員175人

## 事業区域
- 庄原市、三次市甲奴町、府中市上下町

## 沿革
- 1989年4月1日：設立。
- 2006年4月1日：JA甲奴郡と合併。
- 2023年4月1日：JAひろしまを設立し、JA庄原を廃止。

## 主な特産品
- 比婆牛、米、広島菜漬など